# 鲍飞
鲍飞（1992年4月20日—，绰号文森特），中国安徽芜湖人。英雄联盟玩家，主要进行游戏直播，因为使用英雄联盟中的英雄“德莱文”技术高超而闻名。

## 名称由来
鲍飞的英雄联盟中角色ID是“Vincent”，这个名称来源于《最终幻想》中的主角萨菲罗斯的母亲露克蕾西亚的恋人文森特·瓦伦汀。

## 人生经历
鲍飞小时候是一个顽皮的小男孩，而且非常淘气，曾进入猪圈里结果被两头猪拱倒在地，经常跑到荷塘钓小龙虾，结果掉入水中，还有一次玩火导致眉毛被烧光，头发也被烧了一个“王”字，此外还曾蹦蹦跳跳上楼梯，结果脚底打滑，并磕到头。
后来，鲍飞被他的朋友带入《英雄联盟》，并和他的朋友起了一个情侣ID：“Vincent”。
2013年，《英雄联盟》推出了一个名叫“德莱文”的英雄，自此鲍飞开始玩德莱文这个英雄。德莱文这个英雄操作难，伤害高，使得鲍飞喜欢上了这个英雄。
此后，鲍飞不断地练习德莱文这个英雄，加上他的游戏天分，使得越来越多的人认识鲍飞。
2013年，鲍飞被解说小漠看中，并做了一期“国服第一德莱文”视频，从而使得他迅速火了起来，后加入YY战队U4担任ADC位置，并在YSL2014中取得冠军。但到后来因利益分配出现分歧等原因与卡尔一起退出了U4。
2014年，解说小漠又做了一期“国服第一德莱文”视频，使文森特成为了“德莱文”这个英雄的符号。2015年1月1日，鲍飞与斗鱼签约成为斗鱼TV主播。
2015年5月24日，鲍飞发出单方面与斗鱼直播解约声明，并发文声称斗鱼存在合同欺骗、拖欠工资。其后斗鱼平台声称已向鲍飞支付192万元人民币，并称是鲍飞突然中断联系，拒绝与斗鱼沟通，有开价更高的直播平台拉拢他。2015年5月27日，鲍飞来到杭州，与战旗tv接触。其后战旗TV官方平台在微博称鲍飞加盟战旗TV
2020年3月30日，鲍飞在当天直播中表示这将是他最后一次在战旗TV直播，由于平台转型，他与战旗TV不得不解约。“虽然我不是最早来的，但我做到了最后一个走。”
2020年4月3日，鲍飞与虎牙直播官方同时在微博宣布“文森特正式入住虎牙”，房间号为949527（鲍飞在战旗TV的房间号为9527）。4月6日展开了首秀。

## 争议
2015年2月，鲍飞与另一玩家节奏使用粉丝的账号到英雄联盟台港澳服务器进行双人排位，多次出现11分钟到对面泉水区推基地，并获得15连胜。后被台服玩家举报，而英雄联盟台服官方以“非本人账号/代练”、“影响两岸关系”为由将鲍飞粉丝账号永久停封。
2015年9月30日，有百度贴吧网友公布有关斗鱼起诉主播后法院判定的裁定书，裁定书显示鲍飞被冻结银行存款1500万。 当晚鲍飞发微博称合同是属于“卖身”合同，斗鱼是家无良公司。